# Phyllocoptes gracilis
Phyllocoptes gracilis är en spindeldjursart som först beskrevs av Alfred Nalepa 1891.  Phyllocoptes gracilis ingår i släktet Phyllocoptes, och familjen Eriophyidae. Arten är reproducerande i Sverige.